# Vladimír Vašíček
Vladimír Vašíček (29. září 1919, Mistřín – 29. srpna 2003, Svatobořice) byl český malíř, jeden z průkopníků i klasiků českého moderního malířství po druhé světové válce.

## Život
Vladimír Vašíček se narodil 29. září 1919 v Mistříně u Kyjova, většinu života pak žil a celé dílo vytvořil ve Svatobořicích, druhé části později spojené obce, kde 29. srpna 2003 zemřel.

### Mládí
Pocházel z malorolnické rodiny, byl nejstarší ze 3 bratrů (rodiče František a Justina, bratři Jaroslav a František).
V letech 1935 až 1938 se vyučil v dekoratérské dílně Antonína Sychry v Kyjově, kde se poprvé setkal s chrámovou malbou. Seznámil se zde také s malířem Jano Köhlerem. Od roku 1938 do roku 1939 byl zaměstnán v reklamní a dekoratérské dílně ve Zlíně, první kontakt se soudobým českým uměním (Zlínské salony).
V roce 1939 byl nuceně nasazen v Říši, odkud byl v roce 1940 vyreklamován a zaměstnán ve Zlíně. V červnu téhož roku byl přijat na zdejší nově otevřenou Školu umění. V období 1940 a 1944 absolvoval Školu umění, která při tehdy uzavřených vysokých školách neoficiálně suplovala uměleckou akademii. Mezi pedagogy byli architekti Kadlec, Gahura, Fuchs a Bouček, výtvarníci Makovský, Wiesner, Gajdoš, Hroch a Milén, ke spolužákům patřili Václav Chad, Čestmír Kafka, Miroslav Šimorda, Jan Rajlich a další. Mezi lety 1944 a 1945 byl zaměstnán v projekčních kancelářích Baťových závodu, které vedl architekt Karfík, jako asistent architekta Drofy.
Od roku 1945 studoval pražskou Akademii, zpočátku v atelieru Vratislava Nechleby, později u Jána Želibského. Zde navázal řadu celoživotních přátelství (mimo jiných s Richardem Fremundem, Miroslavem Tichým), Ladislavem Čepelákem, Vladislavem Vaculkou, Ladislavem Dydkem, Karlem Vysušilem). Studia úspěšně ukončil roku 1949.
V roce 1947 se oženil s Boženou Žďárskou, v roce 1949 se jim narodil syn Vladimír.
Po ukončení studií se trvale usadil ve Svatobořicích; v témže roce měl první výstavu v Kyjově a vstoupil do brněnského SVU Aleš. 

### Padesátá léta
Od roku 1951 se postupně formovala skupina pěti moravských malířů (Bohumír Matal, Jánuš Kubíček, Vladislav Vaculka, Miroslav Tichý, Vladimír Vašíček), jejichž podíl na udržení kontextu s domácími předválečnými proudy i se soudobým světem byl zásadní. 
V roce 1955 měl samostatnou výstavu v neoficiálních prostorách brněnského Výzkumného ústavu architektury, kde byl následován dalšími nositeli moderního výtvarného názoru. V roce 1956 uspořádal s Vladislavem Vaculkou, Bohumírem Matalem, Miroslavem Tichým, Idou Vaculkovou a Richardem Fremundem v chirurgickém pavilonu nemocnice v Kyjově výstavu, která byla v té době zřejmě prvním kolektivním veřejným vystoupením svého druhu u nás. Zároveň se podílel na obnově zdejších Slováckých roků.
Dne 6. června 1956 se mu narodil druhý syn Stanislav. 
V lednu 1957 vystavoval Vladimír Vašíček samostatně v brněnském Domě umění . S Bohumírem Matalem, Jánušem Kubíčkem a Vladislavem Vaculkou (již bez M. Tichého) tvořili základ Brněnské skupiny, později nazvané Brno 57. Spolu pak vystavovali např. v Praze, v Galerii mladých (U Řečických), pod názvem Výstava čtyř moravských výtvarníků.

### Šedesátá léta
V roce 1958 se účastnil na historicky závažné výstavě současného českého umění v Domě umění města Brna a mezi lety 1959 a 1960 vytvořil své první abstraktní obrazy, byl to počátek celoživotní spolupráce s hodonínskou galerií, kde podnítil přehlídky moderního umění z regionu (Setkání 1965, 1967). Mezi lety 1959 a 1973 podnikl důležité studijní cesty do zahraničí: 1959 (Moskva, Leningrad), 1960 (Rakousko – setkání s Oskarem Kokoschkou a Giacomem Manzú), 1962 a 1964 Polsko – Lodž, Varšava, Gdaňsk), Francie 1965, 1967 (Paříž, Toulouse, Normandie), 1968 a 1970 (Švýcarsko při vlastních výstavách v St. Gallen a v Bienne). Mezi lety 1969 a 1973 obeslal I. bienále malířství v Pistoi (1969) a přehlídky v Collego Arguitectes v Barceloně (1970, 1973). V r. 1969 mu zemřel otec a v r. 1970 matka, ztratil také nejbližšího přítele Richarda Fremunda.
Přátelství v Vladimírem Vašíčkem i jeho dílo ovlivněné jižní Moravou ocenil na počátku šedesátých let spisovatel Milan Kundera.

### Sedmdesátá a osmdesátá léta
V 70. – 80. létech s nástupem tzv. normalizace byl znovu nucen k ústupu do ústraní. Za pomoci Msgre. ThDr. Josefem Moštěkem a dalších získával alespoň restaurátorské příležitosti při výmalbách a restaurování vybavení církevních staveb. V tomto období mu také zemřeli oba rodiče. Tato doba vnější umělecké nesvobody, umocněná ztrátou obou rodičů, nejbližšího přítele, stejně jako některých dalších, byla však obdobím dalšího utužování i nacházení mnoha uměleckých i lidských přátelství v dlouhé řadě významných osobností z mnoha oboru, ale také ztížení, zdaleka ne však zpřetrhání styku s jinými, kteří odešli za hranice a kteří pak patřili k významným představitelům našeho exilu.
Vašíčkův svatobořický atelierzůstal v těchto letech  místem myšlenkové svobody a setkávání.  V 70. letech výstavoval méně,  v 80. letech se uskutečnilo několik rozsáhlých Vašíčkových výstav.

### Devadesátá léta
Poslední léta života byla spojena s novou vlnou tvůrčí aktivity. V r. 1993 vyšla ve Výtvarném centru Chagall Ostrava Vašíčkova monografie (autor Josef Maliva).Vladimír Vašíček sice vystavoval na významných místech,[kde?] ale ne často. . Jako zásadový individualista si  i v nové době hleděl více malířské tvorby než vlastní medializace. Přesto se např. jako patron (spolu s Tomášem Baťou) zúčastnil znovuotevření zlínské Školy umění v r. 1994.
Posledních několik let byla jeho tvorba stejně přelomová, jako někdejší přechod do abstraktního projevu, možná jde i o období nejzávažnější. Výtvarná invence byla přes jeho věk překvapivá, jeho dřívější výrazný a typický kolorismus začal být překrýván složkou duchovní a filozofickou.
Dne 29. srpna 2003 Vladimír Vašíček náhle zemřel, doslova do posledního dne vytrval u malířského stojanu.

## Veřejná ocenění
- 1995 – získal Cenu Masarykovy akademie umění
- 1996 – obdržel Cenu Františka Kupky
- 2002 – obdržel čestné občanství Kyjova

## Výstavy
Vedle asi 250 výstav kolektivních měl autor téměř stovku výstav samostatných, v čemž je už řada výstav posmrtných. Více informací o jeho díle je možno získat v rámci širší internetové presentace (viz externí odkazy).

## Ocenění
- 1995 Cena Masarykovy akademie umění
- 1996 Cena Františka Kupky
- 2002 Čestné občanství města Kyjova